# Kasteel de Kerckhove d'Exaerde

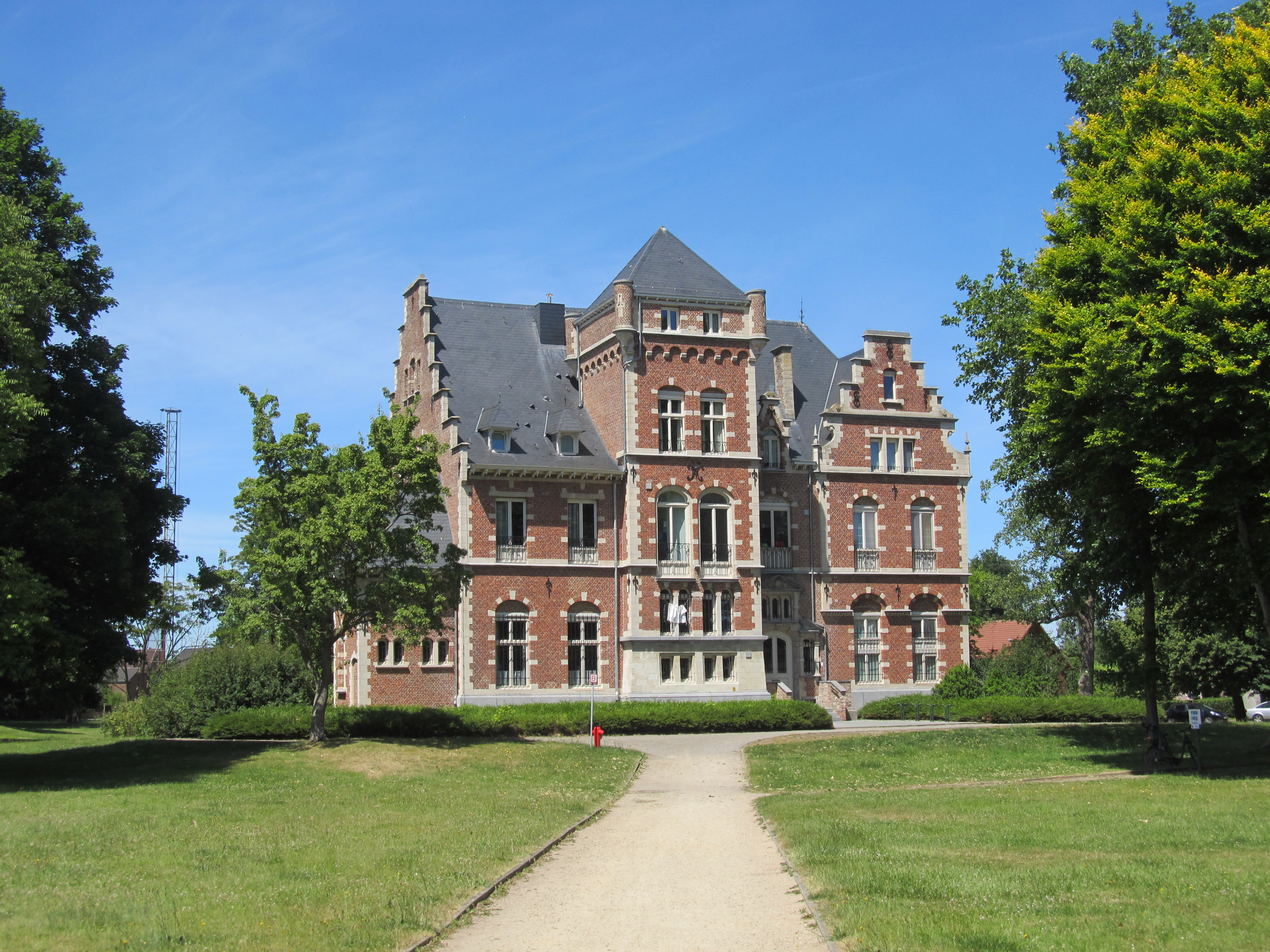
Kasteel de Kerckhove d'Exaerde

Kasteel de Kerckhove d'Exaerde is een kasteel in de tot de Vlaams-Brabantse gemeente Steenokkerzeel behorende plaats Humelgem, gelegen aan de Billaststraat 34.

## Geschiedenis
Het kasteel werd tussen 1870 en 1880 gebouwd in opdracht van Jules de Kerchove d'Exaerde, burgemeester van Steenokkerzeel van 1882-1901.

## Gebouw
Het kasteel is opgetrokken in baksteen en zandsteen en uitgevoerd in Vlaamse neorenaissancestijl waarbij de zandsteen voor sierelementen werd gebruikt. Er zijn trapgevels en een uitbouw in de vorm van een vierkant torentje dat door een tentdak wordt gedekt.
Het kasteel wordt omringd door een park van 4 hectare.